# Dreadlocks
Dreadlocks je český vývojářský tým sídlící v Praze, ale registrovaný ve Velké Británii. Pro tvorbu her používá vlastní engine Midas Engine MT. Jádro týmu se zformovalo v roce 2008 na Elektrotechnické fakultě ČVUT, kolem bakalářského projektu Genesis. Později tým začal práci na hře Twinwill, která dosud nebyla dokončena. Oficiálně studio Dreadlocks vzniklo v roce 2011 a první hru vydalo v roce 2012. Jednalo se o hru Rune Legend, která byla vytvořena pro Windows Phone 7. V současnosti[kdy?] připravuje studio port hry i na další konzole, včetně Windows 8.

## Hry
- Rune Legend (2012) – puzzlová hra, která zvítězila na pátém ročníku AppParade[2]
- Dex (2015) – kyberpunkové akční RPG
- Enlightened (ve vývoji) – 3D akční adventura, která mísí pohádkové a hororové prvky
- Twinwill (ve vývoji) – fantasy RPG hra, která vznikla z projektu Genesis[3]